# Instalacja okrętowa
Instalacja okrętowa – zestaw urządzeń służących do przesyłania mediów zapewniających funkcjonowanie statku (okrętu). Na instalację składają się zwykle elementy liniowe odpowiednie do transportu danego medium takie jak rury czy przewody elektryczne, oraz dodatkowe elementy służące do kierowania przepływem medium, takie jak pompy, zawory, zbiorniki, bezpieczniki, filtry, przetworniki i inne.
| Nazwa instalacji                      | Zastosowanie | Uwagi |
| ------------------------------------- | --- | --- |
| paliwowa                              | zasilanie w paliwo silników głównych, pomocniczych, kotłów okrętowych | |
| smarująca                             | smarowanie silników głównych, pomocniczych, sprężarek, przekładni i innych mechanizmów pomocniczych | |
| chłodząca                             | chłodzenie skraplaczy (statki parowe), silników i mechanizmów pomocniczych | zamknięta – woda słodka; otwarta – woda zaburtowa |
| rozruchowa                            | rozruch silników spalinowych głównych i pomocniczych | pneumatyczna; elektryczna |
| parowa                                | zasilanie silników, turbin parowych, innych urządzeń np. kabestanów, wind kotwicznych, maszynek sterowych, urządzeń grzewczych                                                                                         | pary grzewczej, technologicznej, przegrzanej |
| podgrzewania paliwa                   | upłynnianie, zmniejszanie lepkości paliwa (mazut, oleje średnie) – dla instalacji paliwowych kotłów okrętowych, silników wysokoprężnych wolnoobrotowych i średnioobrotowych                                            | przeważnie zasilane parą |
| wydechowa                             | odprowadzanie spalin z silników spalinowych tłokowych | wylotowa – turbiny gazowe, spalinowa – kotły |
| wlotowa powietrza                     | dostarczanie powietrza do turbin gazowych | |
| skroplinowa                           | skraplanie i dostarczanie wody odzyskanej z pary wodnej (skropliny) zasilającej silniki parowe do zbiorników, odprowadzanie wody z instalacji klimatyzacyjnych                                                         | |
| zasilająca (wody kotłowej)            | zasilanie w wodę (woda kotłowa) kotły okrętowe, pobieranie jej z lądu (wyparki – odsalacz wody morskiej) | |
| kontrolno – pomiarowa                 | nadzorowanie funkcjonowania siłowni okrętowych i innych urządzeń | |
| sterująca i automatyki                | sterowanie silnikami, urządzeniami statkowymi, okrętowymi | CMK, siłownie bezwachtowe, sterowanie statkiem |
| elektryczna                           | zasilanie w energię napędowych silników elektrycznych (np. siłownie spalinowo – elektryczne), maszyn, urządzeń elektrycznych, oświetlenia                                                                              | prądu zmiennego, stałego; niskiego i średniego napięcia |
| elektryczna awaryjna                  | zasilanie oświetlenia prądem o bezpiecznym napięciu, istotnych urządzeń energią elektryczną z akumulatorów, i awaryjnych agregatów prądotwórczych                                                                      | |
| osuszająca                            | osuszanie statku z przedostającej się do zęzy wody | inaczej zęzowa |
| balastowa                             | pobieranie i opróżnianie wody ze zbiorników balastowych oraz przemieszczanie jej pomiędzy tymi zbiornikami (balastowanie)                                                                                              | |
| hydrauliczna                          | zasilanie silników i urządzeń hydraulicznych – windy, dźwigi statkowe, kabestany, stery strumieniowe, zmykanie drzwi wodoszczelnych, sterowanie śrubami nastawnymi, stabilizatorami aktywnymi                          | |
| sprężonego powietrza                  | zasilanie w czynnik roboczy maszyn i urządzeń, siłowników pneumatycznych, narzędzi pneumatycznych, instalacji rozruchowej silników, na okrętach podwodnych i lodołamaczach tworzenie kurtyn powietrznych wokół kadłuba | |
| wentylacyjna                          | wentylacja pomieszczeń statkowych – kabin, kuchni, siłowni, ładowni, kotłowni itp., na okrętach instalacja filtro – wentylacyjna (ochrona przed skutkami użycia broni masowego rażenia)                                | nawiewowa, wyciągowa |
| klimatyzacyjna                        | utrzymywanie optymalnych warunków do pracy i przebywania ludzi, w wyjątkowych przypadkach stosowana w ładowniach statków przewożących specjalne ładunki (np. banany)                                                   | na okrętach wytwarza nadciśnienie w cytadeli oraz chroni przed działaniem broni masowego rażenia |
| alarmowa                              | powiadamia o zagrożeniach dzięki czujkom alarmowym (termicznym, dymowym), przyciskom alarmowym, dzwonkom alarmowym | |
| przeciwpożarowa                       | służy do gaszenia pożarów: ręcznie (instalacje hydrantowe, pianowe), automatycznie (instalacje tryskaczowe, CO2, halonowe)                                                                                             | halony są stosowane na okrętach tylko sporadycznie |
| gazu obojętnego                       | na tankowcach do wypełniania pustek w zbiornikach z łatwopalnym ładunkiem (ropa, ropopochodne) | tzw. inertgaz – uzyskiwany ze spalin |
| przeładunkowa (pompowe)               | przeładunek cieczy i gazów skroplonych na zbiornikowcach pomiędzy zbiornikami oraz przy za- i wyładunku | |
| gazowa                                | odzyskująca ulatniający się gaz LPG, LNG na gazowcach i kierująca go do silników i kotłów statkowych | |
| ogrzewcza                             | ogrzewania ładunku (np. płynnej siarki), pomieszczeń statkowych, zbiorników paliwa (np. rozchodowych), przeciwdziałania oblodzeniu pokładu, urządzeń pokładowych                                                       | |
| wody zaburtowej                       | do chłodzenia (instalacja chłodząca), kiedyś również do celów sanitarnych (spłukiwanie ustępów, mycie kuchni, pomieszczeń socjalnych)                                                                                  | instalacja hydrantowa jest też instalacją wody zaburtowej |
| chłodnicza                            | chłodzenia ładowni i ładunku, magazynów statkowych (czasami dostarcza medium do instalacji klimatyzacyjnej) | |
| wody słodkiej                         | do celów technologicznych, bytowych, chłodzenie silników (obieg zamknięty) | |
| sanitarna (ściekowa)                  | odprowadzenie nieczystości płynnych – ścieków bytowych (jednostki rybackie technologicznych) | czasami podział na instalacje ścieków szarych i czarnych – czasami wykonywane jako instalacje podciśnieniowe                                                                                              |
| sygnalizacji i łączności (przewodowe) | dzwonki sygnalizacyjne, syreny, buczki, światła (sygnalizacyjne) | m.in. telegraf maszynowy, syreny i lampy stroboskopowe – przy drzwiach wodoszczelnych, przyzywanie mechanika wachtowego w pomieszczeniu siłowni do CMK, telefonu, światła sygnalizacyjne, syreny okrętowe |
| sygnalizacji i łączności (przewodowe) | rury foniczne (łączące mostek z maszyną lub kuchnię z mesą) – używane dawniej na statkach | m.in. telegraf maszynowy, syreny i lampy stroboskopowe – przy drzwiach wodoszczelnych, przyzywanie mechanika wachtowego w pomieszczeniu siłowni do CMK, telefonu, światła sygnalizacyjne, syreny okrętowe |
| sygnalizacji i łączności (przewodowe) | telefony, domofony, telefony głośnomówiące | m.in. telegraf maszynowy, syreny i lampy stroboskopowe – przy drzwiach wodoszczelnych, przyzywanie mechanika wachtowego w pomieszczeniu siłowni do CMK, telefonu, światła sygnalizacyjne, syreny okrętowe |
| sygnalizacji i łączności (przewodowe) | rozgłośnie statkowe | m.in. telegraf maszynowy, syreny i lampy stroboskopowe – przy drzwiach wodoszczelnych, przyzywanie mechanika wachtowego w pomieszczeniu siłowni do CMK, telefonu, światła sygnalizacyjne, syreny okrętowe |
| komputerowa (sieć logiczna)           | intranet statkowy, sterowanie i automatyka okrętowa | m.in. system magazynowo – kasowy na statkach pasażerskich |
| telewizji przemysłowej                | m.in. nadzór nad siłownią bezwachtową, furtami dziobowymi na promach pasażerskich, ładowniami na statkach RORO, ułatwienie manewrów portowych                                                                          | |
| antenowa                              | rozprowadzanie sygnału do radioodbiorników i telewizorów w pomieszczeniach pasażerskich, załogowych, a przede wszystkim radiostacji i radarów statkowych                                                               | |
| spłukiwania okrętu                    | dezaktywacja okrętu po przejściu nad nim opadu promieniotwórczego po wybuchu jądrowym, zastosowaniu bojowych środków trujących, broni biologicznej                                                                     | okręty marynarki wojennej |
| demagnetyzująca                       | zmniejsza lub likwiduje pole magnetyczne okrętu | okręty marynarki wojennej |
| dymotwórcza                           | wytwarzanie zasłon dymnych | okręty marynarki wojennej |
| schładzająca spaliny                  | zmniejszenie promieniowania podczerwonego emitowanego przez okręt – szczególnie wyposażonego w turbiny gazowe | okręty marynarki wojennej |
| szasowania balastów                   | do szybkiego wypychania wody ze zbiorników balastowych na okręcie podwodnym za pomocą sprężonego powietrza | okręty marynarki wojennej |

## Galeria

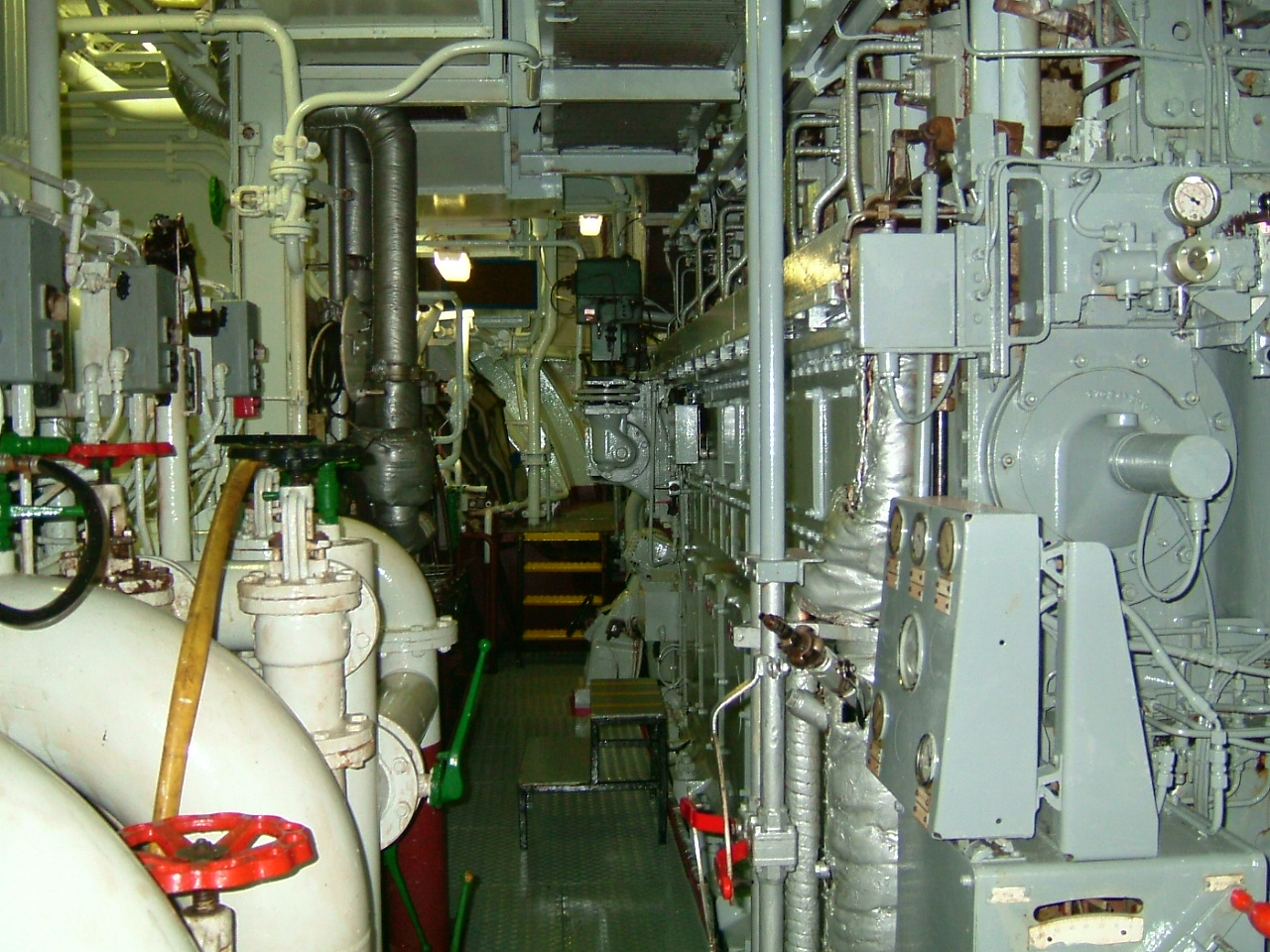
Siłownia okrętowa z silnikiem głównym i instalacjami okrętowymi
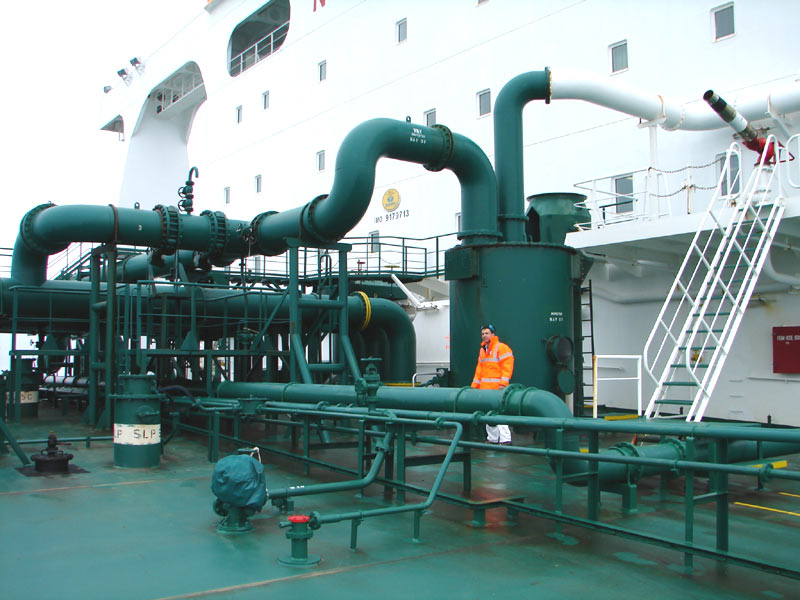
Fragment instalacji gazu obojętnego na zbiornikowcu
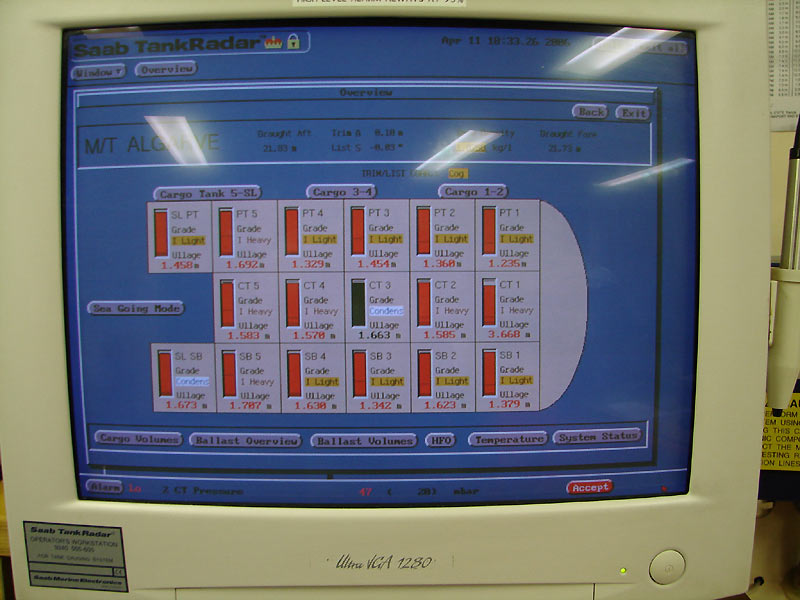
Sterowanie instalacją przeładunkową i balastową
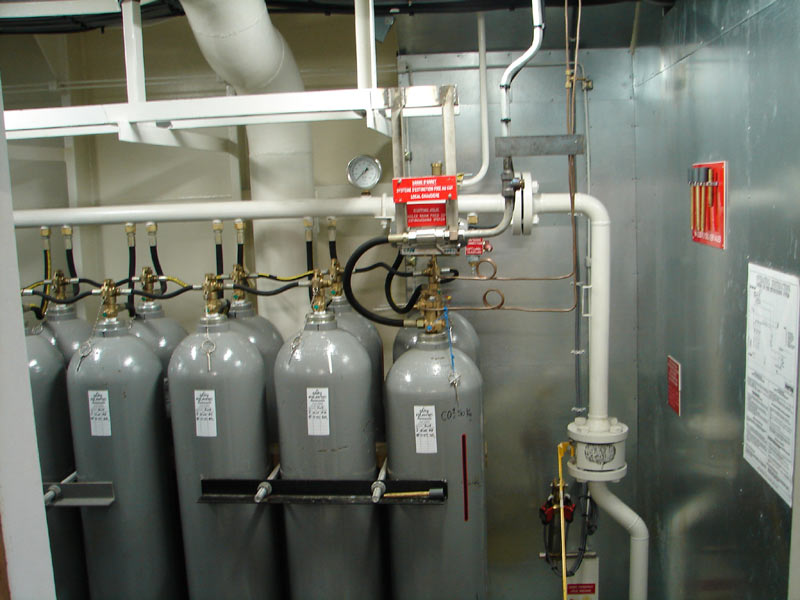
Instalacja gaśnicza CO2